# Sammelauftrag
Als Sammelauftrag bezeichnet man im Bibliothekswesen die meist vom Träger gegebene Anweisung, Medien nach festgelegten Kriterien zu erwerben. Damit einher geht oft ein Vollständigkeitsanspruch im gegebenen Sammelgebiet. In einigen Fällen ist der Sammelauftrag gesetzlich festgelegt, wie im "Gesetz über die Deutsche Nationalbibliothek".

## Beispiele
- Regionalbibliotheken haben meist den Auftrag, Publikationen zu sammeln, die in ihrem Zuständigkeitsbereich erschienen sind oder diesen zum Thema haben. Darunter fallen in Deutschland z. B. die Landesbibliotheken und die Deutsche Nationalbibliothek, die auch den Sammelauftrag für Netzpublikationen erhalten hat.

- Bibliotheken mit Sondersammelgebiet versuchen, Literatur zu einem Themengebiet möglichst vollständig zu erwerben.